# IJdoornlaan
De IJdoornlaan is een belangrijke doorgaande oost-westroute in Amsterdam-Noord. De straat verbindt de Zuiderzeeweg in Nieuwendam-Noord, met Buikslotermeer, Banne Buiksloot en Landsmeer en loopt onder de A10 door naar het Zuideinde in Landsmeer. De straat is de noordelijkste doorgaande weg in Amsterdam.
De straat is vernoemd naar de buitendijkse IJdoornpolder even ten oosten van Durgerdam.

## Geschiedenis
Het eerste gedeelte van de straat tot de Dijkmanshuizenstraat werd in 1964 aangelegd. In 1966 volgde een verlenging tot de Beemsterstraat. Het doorgaande auto en busverkeer kon dan door de Beemsterstraat en een noordelijker gelegen provisorische weg in aansluiting op de J.H.van Heekweg het nieuwe gedeelte van Buikslotermeer bereiken. Het verhoogd liggende gedeelte met ongelijkvloerse kruisingen en trappen voor voetgangers naar maaiveldniveau na de Jisperveldstraat en langs de Th.Weeversweg, J.Drijverweg en het Buikslotermeerplein kwam in 1969 gereed, aangelegd op de plaats van ongeveer de vroegere Kruisweg.
In 1983, na de opening van de brug 970 (destijds IJdoornlaanbrug genoemd) over het Noord-Hollandsch Kanaal, werd de straat verlengd naar Banne Buiksloot. In 1990 volgde de laatste verlenging naar het toen gereed gekomen gedeelte van de A10 en vandaar verder naar Landsmeer. Voor de ontsluiting van Kadoelen kwam een aftakking, de Vorticellaweg ter vervanging van de route over de smalle Kadoelerweg.

## Bebouwing
Aan de straat liggen onder meer de winkelcentra Waterlandplein, Boven 't Y, de Banne en het Metrostation Noord en het Boven IJ Ziekenhuis. Het oostelijke gedeelte kent voornamelijk middelhoogbouw met aan de zuidzijde enkele winkels, maar ook enige hoogbouw. Het gedeelte ten westen van Banne Buiksloot kent geen woonbebouwing. De huisnummering loopt van 34-2001.
Tussen de Volendammerweg en de Wieringerwaardstraat is de afgelopen jaren aan de noordzijde de oude bebouwing gesloopt en vervangen door nieuwbouw. In tegenstelling tot de oude woningen die een adres aan de Krabbendamstraat aan de andere zijde hadden hebben de nieuwe woningen hun adres aan de kant van de IJdoornlaan. Daar de bestaande huisnummering te weinig mogelijkheden bood kreeg de ventweg waaraan de woningen liggen de naam Limmenstraat, vernoemd naar het dorp in Noord-Holland. De ventweg aan de zuidzijde behield wel de naam IJdoornlaan.

## Metroplan 1968
In het metroplan 1968 was langs de IJdoornlaan het tracé van de westelijke tak van de Noord-Zuidlijn gepland en voor een metrostation Banne Buiksloot ruimte gereserveerd. Door het intrekken van het metrobesluit in 1975 kon de gereserveerde ruimte worden gebruikt voor het Banneplein.

## Galerij

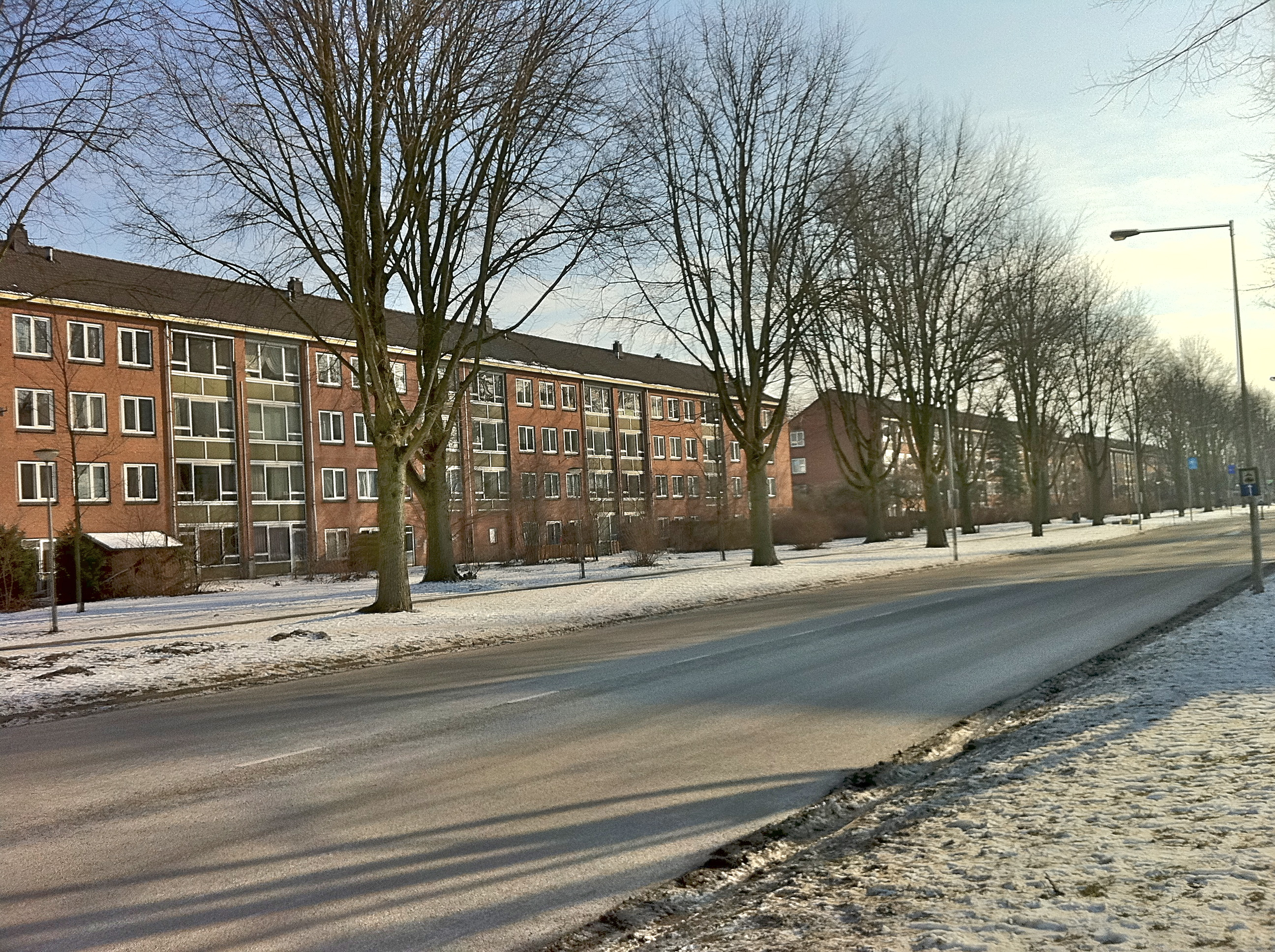
IJdoornlaan bij de Dijkmanshuizenstraat, het kunstwerk Verwoest huis op Noord in 2014
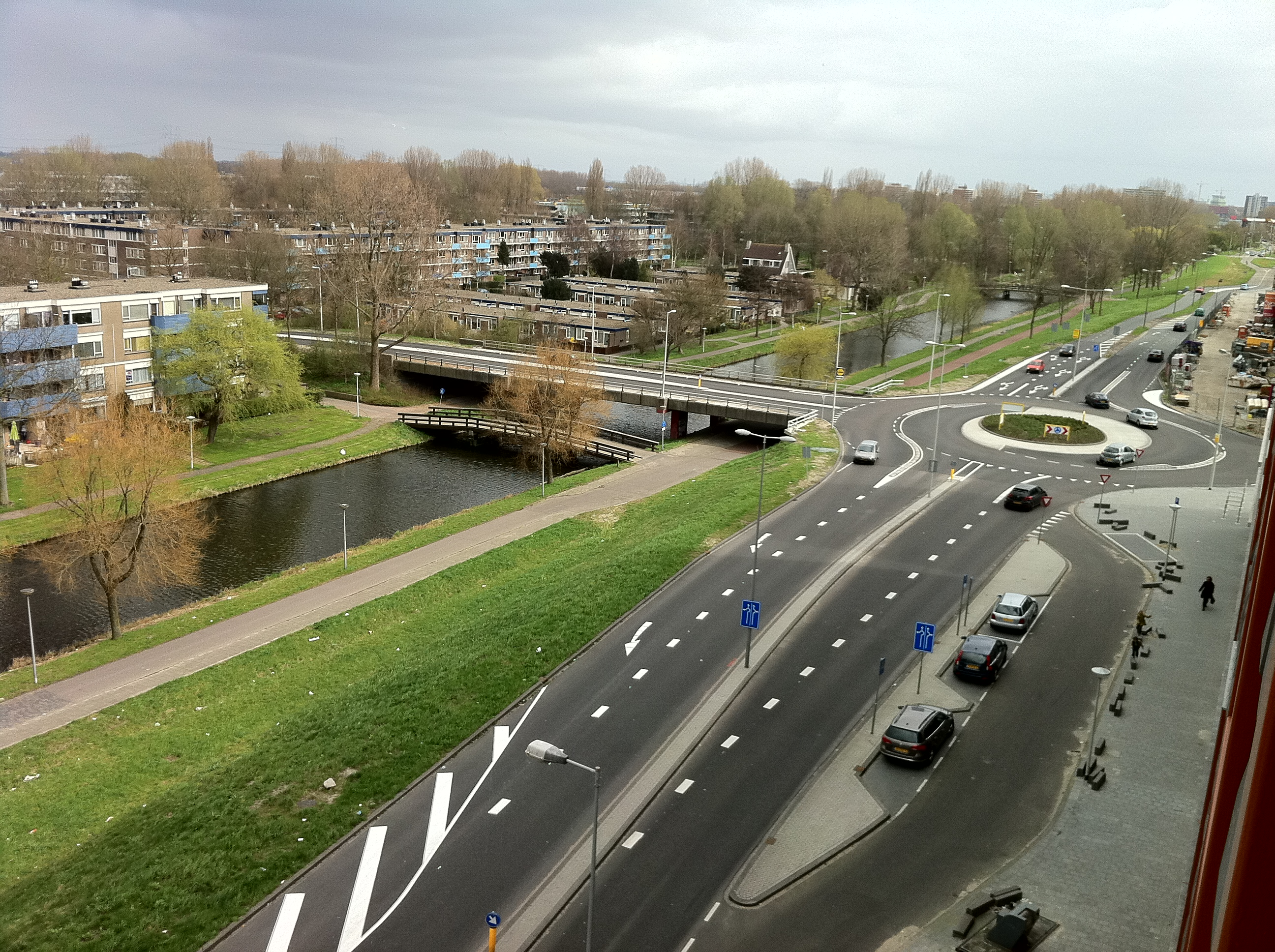
IJdoornlaan in Banne Buiksloot
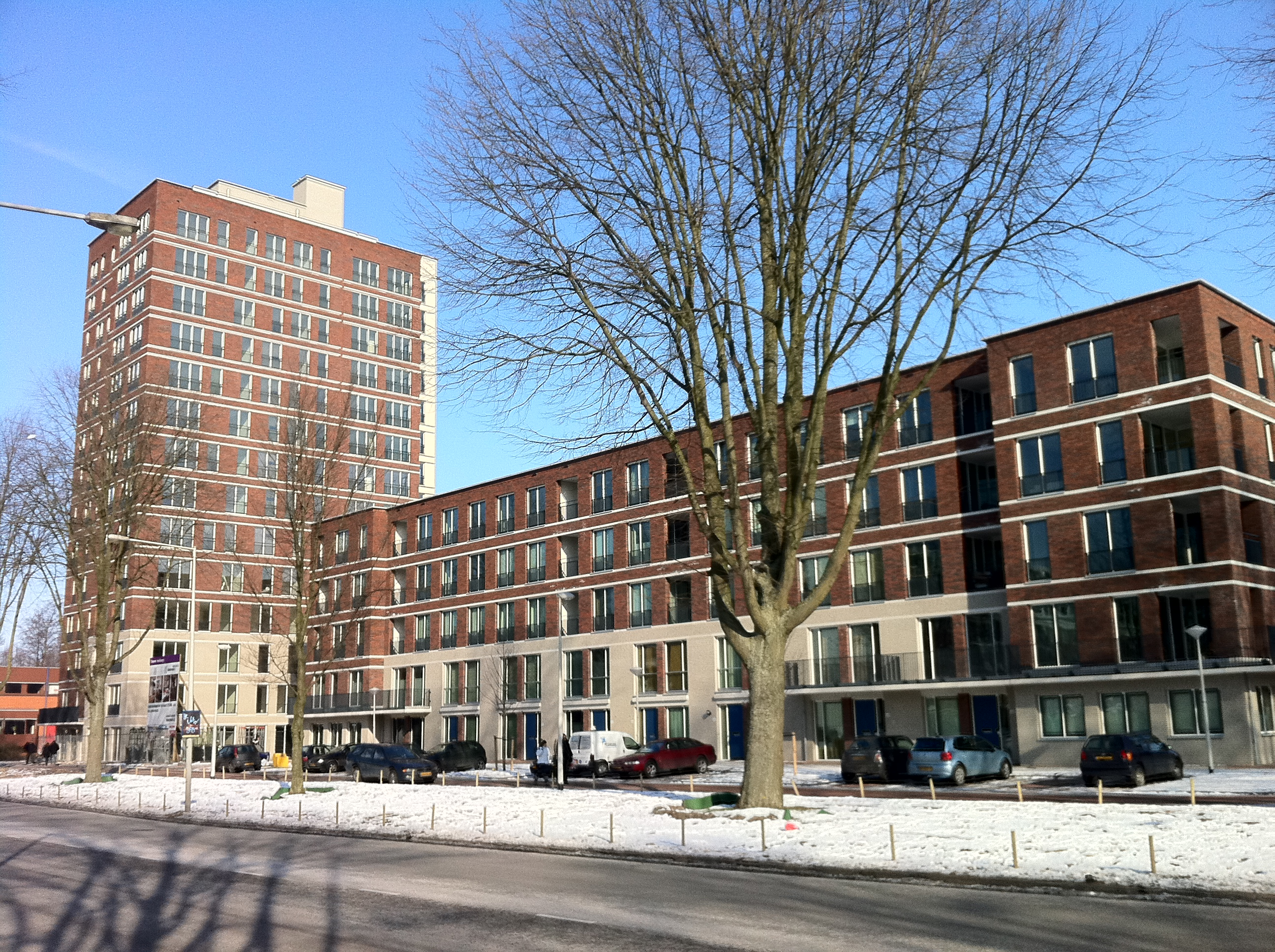
Nieuwbouwcomplex van Ymere langs de IJdoornlaan
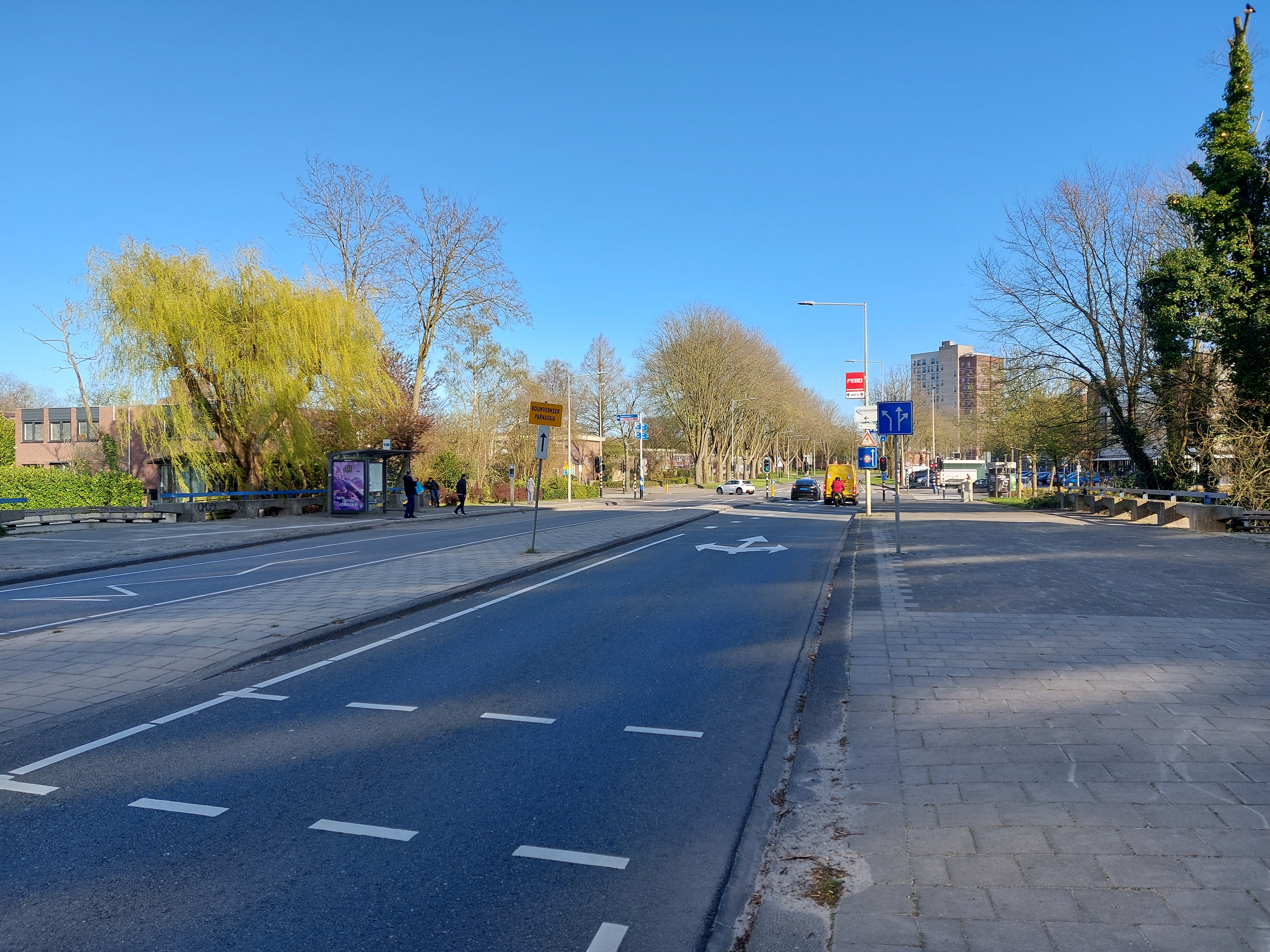
IJdoornlaan ter hoogte van de Beemsterstraat